# Arkadia (imię)
Arkadia – imię żeńskie pochodzenia greckiego. Wywodzi od słowa (arkadios) oznaczającego „pochodząca z Arkadii, krainy szczęśliwości”.
Męskie odpowiedniki: Arkadiusz, Arkady.
Imię mało popularne w Polsce, co odróżnia je od męskiego odpowiednika (133350 nadań). W styczniu 2024 r. w rejestrze PESEL, wśród publicznie dostępnych danych dotyczących osób żyjących, wykazano 104 kobiety o imieniu Arkadia nadanym jako imię pierwsze oraz 116 kobiet o imieniu Arkadia nadanym jako imię drugie.
Arkadia imieniny obchodzi 12 stycznia, 4 marca, 13 listopada.